# Донцов Дмитро Іванович
Дмитро́ Іва́нович Донцо́в (29 серпня 1883 , Мелітополь, Таврійська губернія  — 30 березня 1973 , Монреаль, Квебек ) — український літературний критик, публіцист, філософ, політичний діяч, один із перших керівників Союзу визволення України (СВУ), голова першої української телеграфічної агенції, головний ідеолог українського інтегрального націоналізму.
|  | Така повинна бути наша національна ідея: всеобіймаюча, виключна, яскрава, якої гаслом є не спочинок і уживання, лиш акція і воля до влади над відірваними засадами, над чужою ідеєю, над власним окруженням, над «обставинами», над усім часовим і поодиноким. Лише та ідея виведе нас зі стану провінцій, лише вона сполучиться з тим штосом, без якого мертва всяка ідея. |

Відповідно до українського законодавства може бути зарахований до борців за незалежність України у XX сторіччі.

## Життєпис

### Дитинство (1883—1890)
Народився 17 (29 за новим стилем) серпня 1883 року в м. Мелітополь, нині Запорізька область, Україна (тоді Таврійська губернія, Російська імперія) в родині місцевого купця Івана Дмитровича Донцова і його дружини Єфросинії Йосипівни. 18 жовтня того ж року хрещений в Олександро-Невському соборі в Мелітополі (запис № 214). За однією з гіпотез, Донцов походив із роду слобожанського козацького полковника Федора Донця, нащадки якого отримали дворянські звання і змушені змінити прізвище. Однак документальних підтверджень цієї гіпотези не виявлено.

### Студентські роки (1890—1908)
У 1900 році закінчив Мелітопольське реальне училище, навчався старанно з усіх предметів (Закон Божий, арифметика, тригонометрія, історія — "відмінно", інші предмети — "добре"). Після закінчення училища не зміг поступити в університет через те, що не вивчав стародавні мови. Цілий рік готувався і, залишивши рідне місто, переїхав до Москви (винаймав житло на Чистих ставках, у Мильниковим провулку), а потім до Царського Села біля Санкт-Петербургу, де 30 квітня 1902 року склав іспит при Миколаївській гімназії: за латинь отримав «4», за грецьку мову — «3». Одночасно отримав відстрочку від армії до 1910 року, висловивши бажання після закінчення освіти відбути військову повинність на правах однорічного.

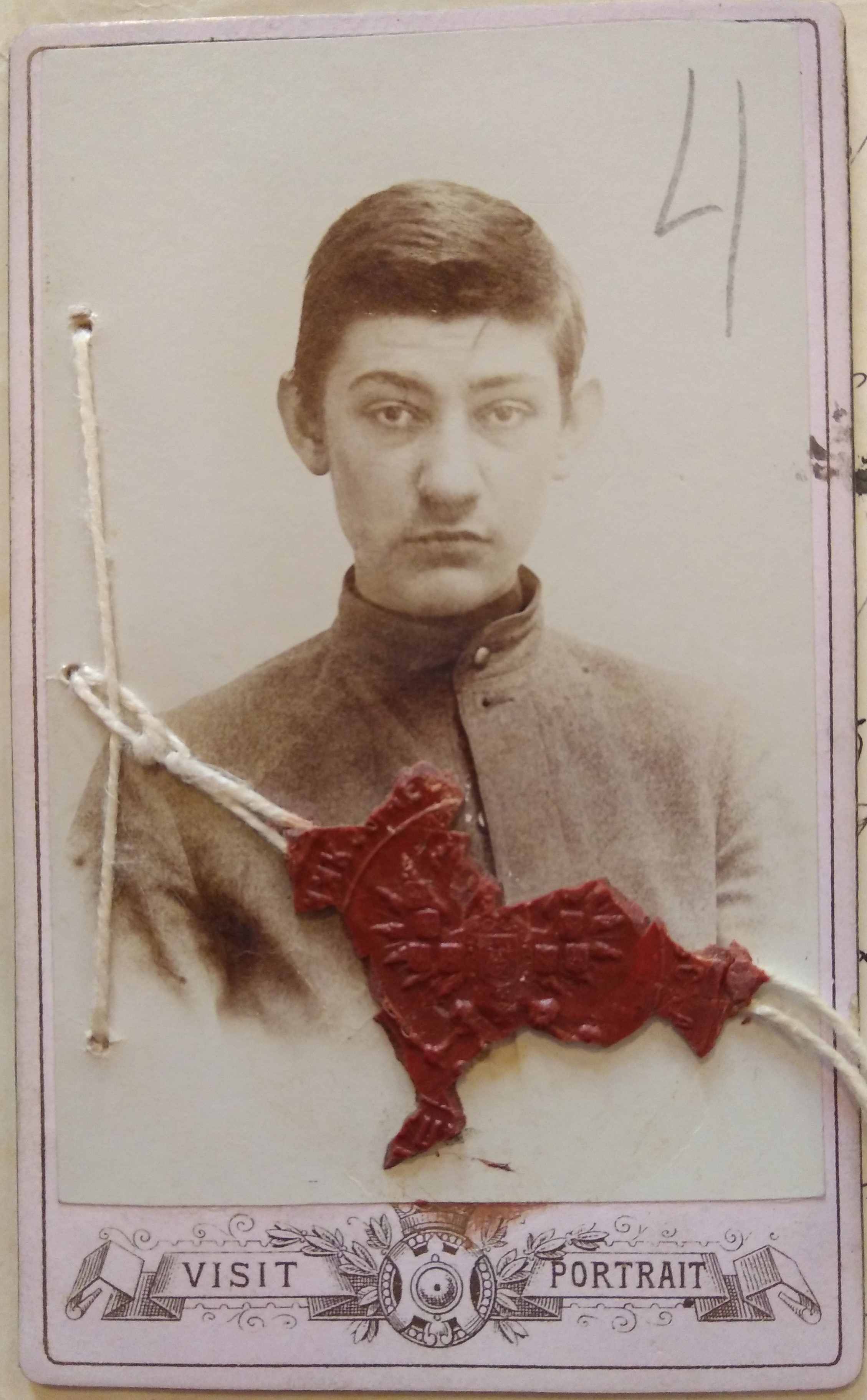
Дмитро Донцов — випускник Мелітопольського реального училища

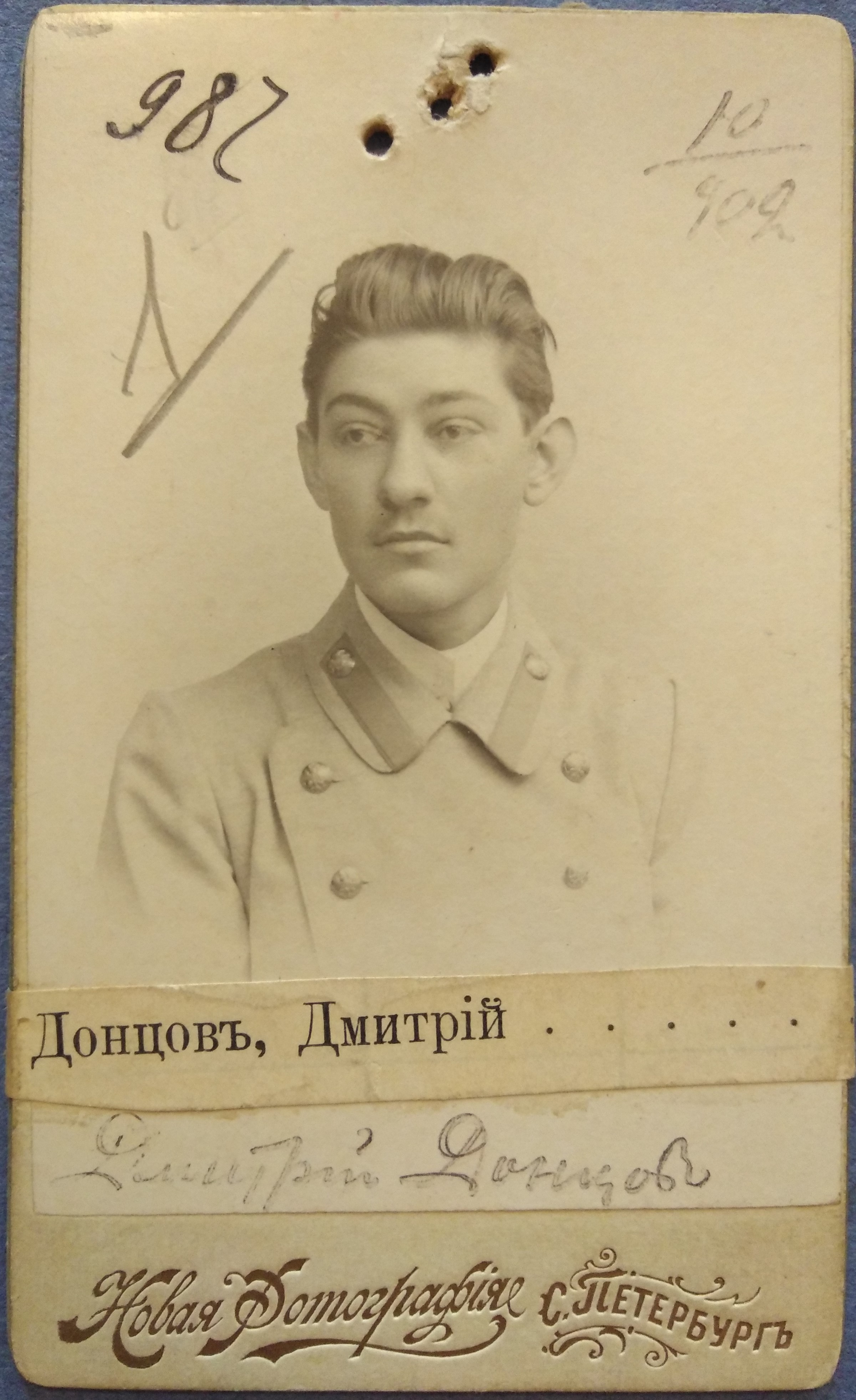
Дмитро Донцов – студент Петербурзького університету

В серпні 1902 року продовжив освіту на юридичному факультеті Петербурзького університету. У столиці мешкав недалеко від університету, на Василівському острові (8-ма лінія, 15, кв. 2). Відрахований навесні 1908 року за несплату.

### Політична діяльність
Студентом почав інтенсивну політичну діяльність і 1905 року вступив до Української соціал-демократичної робітничої партії (УСДРП). Його двічі арештовували: 1905 року у Петербурзі та 1908-го у Києві. Після другого арешту й восьми місяців ув'язнення стараннями родичів його випускають на поруки, і того ж року він виїхав у Галичину (Австро-Угорщина). У 1909—1911 роках навчався у Віденському університеті, там познайомився з українською студенткою і його майбутньою дружиною Марією Бачинською. Провчившись чотири семестри у Відні, 1911 року переїхав до Львова, де продовжив навчання, і 1912 року одружився.
1913 року Донцов через конфлікт на національному ґрунті вийшов з УСДРП.
1917 року одержав ступінь доктора юридичних наук у Відні.
З 1914 року проживав у Відні й Берліні, а з 1916-го — у Швейцарії, активно включився у роботу Союзу визволення України (СВУ), заснованого 4 серпня 1914 року, згодом став першим головою СВУ.
На початку 1918-го повернувся до Києва, де працював у гетьманських урядових структурах, 24 травня наказом гетьмана став директором Української телеграфічної агенції (УТА) при уряді гетьмана Павла Скоропадського (Бюро преси при міністерстві внутрішніх справ). Разом із Липинським, Шеметом входив до керівного складу Партії хліборобів-демократів.
Упродовж 1919—1921 років — шеф Українського пресового бюро при посольстві УНР у Берні (Швейцарія).
З 1922 року — знову у Львові, редагував журнали «Літературно-науковий вістник», «Заграва», «Вістник», друкувався у німецькій, швейцарській та польській періодиці.
1926 року написав свою провідну роботу «Націоналізм».
Займався публічною діяльністю, виступаючи заочним опонентом апологетів ідеї комунізму, роблячи розлогі доповіді перед громадою. Жовтнем 1929 року у Львові виступив із критичною доповіддю про сутність здійснюваної в УРСР політики українізації; промова теоретика українського націоналізму стала відвертою альтернативою промові Скрипника, виголошеній у Львові вереснем 1929 року.
1939 року емігрував за кордон (Бухарест, Прага, Німеччина, Париж, США, Канада), з 1947 року до самої смерті жив у Монреалі (Канада), там само 1948—1953 років викладав українську літературу у місцевому університеті.
Помер 30 березня 1973 року в Канаді. Похований у США на українському кладовищі в Саут-Баунд-Брук.

## Соціально-політичні погляди
Донцов справив відчутний вплив на українську суспільно-гуманітарну думку. З-під його пера вийшла низка праць; деякі з них стали засадами українського націоналізму. Крізь усі праці послідовно проведена ідея самостійної, незалежної української держави. У філософському плані Д. Донцов сповідував позицію волюнтаризму, схиляючись до думки, що в самій нації вирішальна роль належить еліті, завдання якої полягає в тому, аби своїми фанатизмом і силою волі змусити народ стати рішучим та незламним.
Отже, політична філософія Донцова ґрунтується на двох основоположних принципах — це є «інтегральний націоналізм» та принцип національної еліти. Нація, національна ідея, українська національна ідея були об'єктом розгляду Донцова в багатьох його творах.

### Головні ідеї чинного націоналізму
На початку своєї політичної та публіцистичної діяльності Донцов віддав данину соціалістичним ідеям i навіть входив до української соціал-демократичної партії. Але ще перед Першою світовою війною у його творчості з'явилися виразні антиросійські тенденції, які зміцнювалися паралельно із відштовхуванням Донцова від товаришів у партії. Він наголошував на небезпеці для України наслідувати приклад північної сусідки й закликав українство повернути очі до Європи.[джерело?]
На основі цього висновку Донцов пропонує пов'язати геополітичне майбутнє України з Німеччиною та Австро-Угорщиною. Зокрема, напередодні очевидного конфлікту цих держав з Росією та її союзниками він закликав (у разі поразки останніх) до створення в межах Австрійської імперії «Українського коронного краю».
Донцов постійно застерігав українських політиків від захоплення соціалістичними ідеями, що надходили з передреволюційної Росії. «Рівність рабів перед сильним володарем i паном, — писав він після подій революцій 1917 року, — уходила за рівноправність вільних громадян, i леґенда про „демократичну Росію“ робила формальне спустошення серед вульґарно думаючої маси. До того прилучалася нова леґенда — про Росію — носительку політичного i суспільного поступу. Імпульсивна гра сил у варварській, неукермованій суспільности, природний вибух незадоволення у деспотично правленім краю — бралося за прояву колосальної духовної енерґії, безладне шамотання зламаного деспотичною хворобою організму — за ознаку його відпорности й великої життєвої сили».
Вступаючи до третього десятиліття XX сторіччя, Україна опинилася в дуже складній ситуації. Галичина була у складі Польщі, в якій режим Пілсудського здійснював жорстоку політику щодо української етнічної меншості. Значні українські території відійшли до Румунії та Чехословаччини. Українська «державність» у всім відомому вигляді постала у формі УРСР. Звичайно, говорити про те, що ця псевдодержава могла самостійно розв'язувати питання створення громадянського суспільства й повноцінної нації ми не маємо жодних підстав[джерело?]. 
Нелегку кризу переживала українська державницька ідея в середині 20-х років. На думку Донцова, її демократична модель була скомпрометована непослідовною, великою мірою руїнницькою політикою Центральної Ради, а монархічна — такими ж діями гетьманського уряду Скоропадського. Потрібно було знайти нові імпульси для реанімації волі українського народу до суверенності. Ці імпульси мали народитися в умовах, коли дедалі більшого поширення набували ідеї тоталітаризму, що їх уособлювали насамперед російський більшовизм, італійський фашизм та німецький націонал-соціалізм. Політичні успіхи цих радикальних рухів у своїх країнах давали змогу сподіватися, що внесення їхніх основних постулатів до стратегічних концепцій будь-якої національної ідеї матиме позитивні наслідки[джерело?]. Ставку на це зробив i Д. Донцов, який з 1921 року проживав у Львові Квінтесенцією його теоретичних розробок став відомий твір «Націоналізм».
Як і раніше, публіцистично застосовуючи ідеї філософського ірраціоналізму — Шопенгауера, Гартмана і особливо Ніцше, а також інших філософів — до України, автор «Націоналізму» закликав раз і назавжди відмовитися від раціонально осмисленого світосприйняття. Натомість, панівне місце в ньому мала посісти воля до життя. Виявлення волі, інтерпретував Донцов ідеї «філософії волі», «це ніщо інше, як насолода розросту, виступлення поза власні границі». Бо «експансія — не тільки самоутвердження власної волі до життя, а й заперечення її в інших».
Звідси виводилися дві перші підстави чинного націоналізму: «зміцнювати волю до життя, до влади, до експансії» та «стремління до боротьби та свідомість її конечности».
Донцов накреслює як наступну вимогу вольового націоналізму — романтизм та догматизм у сприйнятті пропонованої ідеології. Перший має «живитися леґендою „останнього бою“, запереченням того, що є i захоплюючою картиною катастрофи, що принесе нове». Другий — «з'явиться в супроводі категоричного наказу, безоглядного послуху».
Об'єднуючи ці поняття, Донцов зазначає: «ілюзіонізм є синтезом обох: він протиставляє „смисловому“ — ірраціональне,.. доказам — голу афірмацію,.. він не дискутує,.. хоче здійснити ідею неіснуючу i принципово протилежну конкретній». — Усе це умотивовує «його войовничість, антипацифізм».
Тому одними з головних вимог чинного націоналізму до його послідовників Донцов вважав фанатизм i аморальність. На його думку, національна ідея мусила бути «аморальною», себто не мала керуватися принципами загальнолюдських цінностей. Здійснювати ж аморальну політику має фанатик, що «узнає свою правду за об'явлену, загальну, яка має бути прийнята іншими. Звідси його аґресивність i нетерпимість до інших поглядів». 
П'ята — «синтетична» вимога проголошеної доктрини полягає у піднесенні до рівня державної політики імперіалізму. «Імперіалізм, — заявляє Донцов, — це не тільки здирство, а й одночасно виконання громадських справ у громадських інтересах націями, покликаними i управленими до того». «Є вищі i менш варті народи, ті, що вміють правити іншими (і собою), і народи, що цього не вміють… Право сильних рас організувати людей i народи для зміцнення існуючої культури i цивілізації».
Вищезгадане право Донцов пропонує здійснювати через «творче насильство ініціативної меншості», яка має підпорядкувати собі власний народ та змусити його до аґресії проти інших. Це — шоста з вимог, на яких побудував свою теорію автор «Націоналізму». Він певен, що «цей засіб (насильство) не є з тих, що можуть бути, а можуть i не бути. Аґресія, через яку нова ідея приходить до життя, не є припадковою, вона іманентна кожній „теологічній“ релігійній або національній ідеї».
Підбиваючи підсумки свого основного твору, Донцов твердить, повторюючи Ніцше: «Мусимо перевести основну переоцінку вартостей. „Фанатизм“, „інстинктивні почування“, „емоційність“ замість „розумовості“, дух національної нетерпимості», — все, що опльовували в нас, повинно реабілітувати свіже i молоде українство". Ці гасла, подані під флером боротьби за справді святу мету — визволення Батьківщини, притягали до себе галицьку молодь, яка за авторитарного польського панування була поставлена в умови, що, по-перше, ускладнювали для неї одержання відповідної освіти, престижної роботи, обмежували правовий статус, а по-друге, змушували боротися за свої національні та загальнолюдські права насильницькими методами.

#### Еволюція в бік традиціоналізму
Про традиціоналізм Донцов говорить вже у 1922 році у статті «До старих богів» (згодом стаття була переопублікована під заголовком «До традицій»). Донцов радить українській молоді «закликати „на пораду“ тіні великих предків», студіювати «повісти временних літ» тощо. Традицію він розглядає в націологічному ракурсі — як фундамент, що скріплює різні покоління однієї нації. Ці націологічні міркування водночас змушують мислителя виступити проти прогресизму. Ще одним моментом становлення традиціоналістичного світогляду Донцова у міжвоєнний час були його роздуми про прихід Нового Середньовіччя. Стрімка еволюція Донцова у бік традиціоналізму відбувається на початку Другої світової війни, коли він видає у Бухаресті журнал «Батава». Насамперед, на сторінках «Батави» відбулося поглиблення учення Донцова про національну еліту. У своїх бухарестських публікаціях мислитель надзвичайно часто апелює до поняття касти. Якщо поглянути на творчість Донцова в цілому, то поняття касти та ордену мають у ній певну синонімічну схожість. Проте, говорячи про касту, Донцов говорить не лише про політичний інститут, але й про суспільну верству і цим прокладає місток до повноцінної концепції ієрархічного, станового суспільства. Безперечно більшу роль, аніж на сторінках «Вісника», почала відігравати на сторінках «Батави» релігійна (християнська) проблематика. Підсумком ідейної еволюції в період Другої світової війни стає книга «Дух нашої давнини».

Відповідаючи на питання про те, чи можна вважати Донцова традиціоналістом, дослідник його творчості Ігор Загребельний пише: 
«Традиціоналізм — це воля до Традиції, воля проти сучасного світу і, в багатьох випадках, воля до втілення Традиції. І для Дмитра Донцова такий традиціоналізм був притаманним. По-перше, принаймні з 1917—1918 років чітко простежується консервативний песимізм мислителя. Бачачи, до чого призвели прогресизм і лівацтво в Україні та в Австрії, Донцов закономірно приходив до усвідомлення того, що „вчора“ було краще, ніж „сьогодні“. У вісниківський період, у період Другої світової та в післявоєнний час це усвідомлення лише поглибилось (із таким підходом, щоправда, конкурувало консервативно-революційне бажання у „сьогодні“ та „завтра“ побачити „позавчора“). Відтак, воля проти сучасного світу була притаманною для більшого періоду творчості мислителя. По-друге, ще в 1920-х роках Донцов підняв гасло традиціоналізму. Немає сенсу заперечувати, що спочатку донцовське розуміння поняття „традиція“ було досить далеким від ґенонівського і нерідко стосувалося форми, а не змісту. Та згодом Донцов почав апелювати саме до сутнісних елементів європейської (християнської) Традиції: до ідеї ієрархічного, станового суспільства, до пов'язаної з існуванням такого суспільства ідеї провідної верстви, до ідеї примату релігії над політикою (цю ідею Донцов почав виразніше пропагувати у післявоєнний час, у чому ми зможемо переконатися у наступному розділі), до ідеї аскетизму і служіння вищим, трансцендентним цілям тощо. Крім цього необхідно пам'ятати, що втілення Традиції є можливим лиш у межах певної парадигми або епістеми із відповідними онтологічними й гносеологічними засадами та, навіть, зі специфічним типом світовідчуття і ментальності. Ірраціоналізм, волюнтаризм, романтизм, вітальність та специфічний платонізм, котрі плекав Донцов, звільняли читачів його творів від сугестії Модерну і формували ментальність, близьку до ментальності Середньовіччя. Про це, зрештою, говорив і сам мислитель».

## Вшанування пам'яті

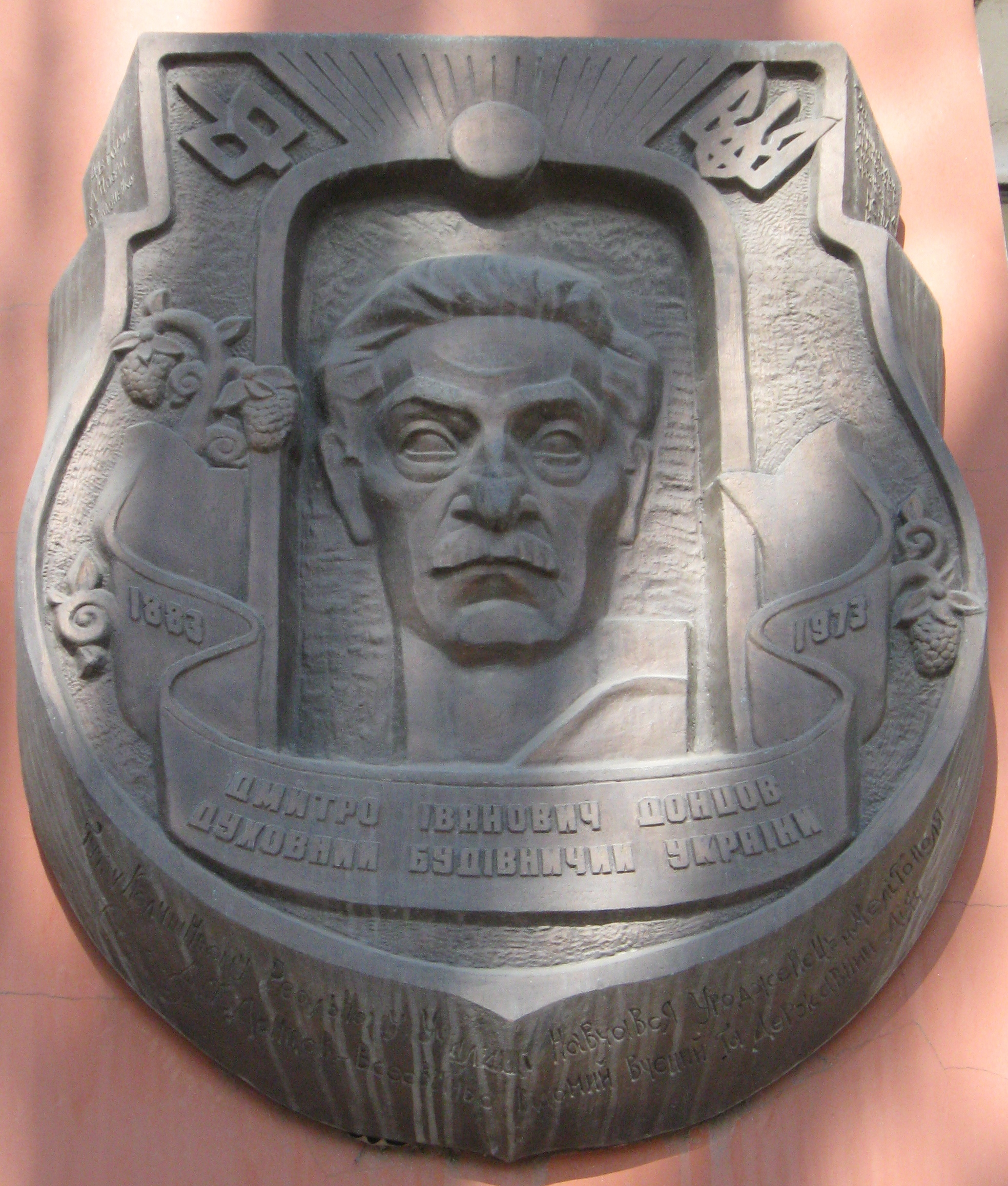
Меморіальна дошка у Мелітополі

- На його честь названо село у Нижньосірогозькому районі Херсонської обл..
- Меморіальна дошка у Мелітополі. Після окупації міста у 2022 р. показово знята[13].
- Відкрито меморіальну дошку у Львові 4 жовтня 2013 року[14].
- На його честь також названо 39 курінь УПЮ імені Дмитра Донцова[15].
- У 2007 році для вивчення спадщини видатного українського мислителя був створений Науково-ідеологічний центр імені Дмитра Донцова[16].
- 24 січня 2019 року у Києві було відкрито меморіальну дошку на будівлі УНІА «Укрінформ». Автором пам'ятної дошки є український скульптор Володимир Цісарик. Пам'ятну таблицю виготовили за меценатської допомоги Святоіванівського гетьманського мазепинського полку[17].

На честь Дмитра Донцова названо вулиці та провулки
- Вулиця Дмитра Донцова (Дніпро)
- Вулиця Дмитра Донцова (Житомир)
- Вулиця Дмитра Донцова (Запоріжжя)
- Вулиця Дмитра Донцова (Івано-Франківськ)
- Вулиця Дмитра Донцова (Луцьк)
- Вулиця Дмитра Донцова (Львів)
- Вулиця Дмитра Донцова (Мелітополь)[18]
- Вулиця Дмитра Донцова (Одеса)
- Вулиця Дмитра Донцова (Суми)
- Вулиця Дмитра Донцова (Стрий)
- Вулиця Дмитра Донцова (Херсон)
- Провулок Дмитра Донцова (Кропивницький)
- Провулок Дмитра Донцова (Луцьк)

### У літературі
Дмитро Донцов є одним з героїв роману «Країна Ірредента» Романа Іваничука.

## Твори
- Список творів Д. І. Донцова в хронологічному порядку [Архівовано 18 березня 2020 у Wayback Machine.]
- Донців Д. Енгельс, Маркс і Ляссаль про неісторичні нації [Архівовано 29 жовтня 2013 у Wayback Machine.] // «Літературно-науковий вісник», Київ. — 1914.
- Донцов Д. Де шукати наших історичних традицій. — Львів: Квартальник Вістника. — 1938;
- Донцов Д. Націоналізм. [Архівовано 30 червня 2020 у Wayback Machine.] — Лондон; Торонто: Українська видавнича спілка, 1966. HTML [Архівовано 5 березня 2008 у Wayback Machine.]
- Донцов Д. Про актуальні річи // Літературно-науковий вістник. — 1932. — Ч. 3.
- Донцов Д. Церква і націоналізм // Літературно-науковий вістник. — 1924. — № 5-6.
- Донцов Д. «Дух нашої давнини».
- Дмитро Донцов. За який провід?. — Вінніпег : «Новий Шлях», 1948. — 29 с.
- Донцов Д. Якою має бути література?. Торонто: Мова—U, 1949.
- Донцов Д. Дві раси, дві касти, дві культури: (Дмитро Донцов — літературний критик)// Дзвін. — 1997. — № 9.
- Донцов Д. Рік 1918, Київ [Архівовано 18 лютого 2020 у Wayback Machine.]
- Донцов Д. Зброя на синів батька брехні [Архівовано 19 лютого 2020 у Wayback Machine.]
- Донцов Д. Демократичні фарисеї і націоналізм [Архівовано 26 січня 2021 у Wayback Machine.]
- Донцов Д. Криза світової політики і наше завдання
- Донцов Д. В чім сила організації? [Архівовано 24 лютого 2020 у Wayback Machine.]
- Донцов Д. MEMENTO [Архівовано 17 лютого 2020 у Wayback Machine.]
- Донцов Д. Похід Карла XII на Україну [Архівовано 17 лютого 2020 у Wayback Machine.]
- Донцов Д. «Дороговказ Григорія Сковороди нашій сучасності» ZIP
- Донцов Д. «Дороговказ у майбутнє» ZIP
- Донцов Д. «Заповіт Шевченка» ZIP
- Донцов Д. «Хаос сучасности і молодь» ZIP
- Донцов Д. Правда прадідів великих ZIP
- Донцов Д. «Єдине, що є на потребу» [Архівовано 28 травня 2020 у Wayback Machine.]
- Данцоў Д. «Нацыяналізм» (білоруський переклад «Націоналізму»)
- Донцов Д. Незримі скрижалі Кобзаря. Торонто. 1967
- Донцов Д. Націоналізм. Київ. Видавництво ФОП Стебеляк. 2012 р.
- Донцов Д. Московська отрута. Київ. Видавництво ФОП Стебеляк. 2013 р.
- Донцов Д. Вибрані твори: У 10 т. Т. 1: Політична аналітика (1912—1918 рр.) / Упоряд., передм., комент. О. Багана. — Дрогобич — Львів: ВФ «Відродження», 2011. — 328 с.
- Донцов Д. За яку революцію / Д. Донцов. — Торонто: Гомін України, 1957. — 82 с.
- Донцов Д. Дві літератури нашої доби. Репринтне відтвор. вид. 1958 р. — Львів: Просвіта, 1991. −295 с.
- Донцов Д. Демаскування шашель. — Мюнхен, 1949. — 32 с.
- Донцов Д. Дух нашої давнини. — Дрогобич: Відродження, 1991. — 341 с.
- Донцов Д. Націоналізм. — Лондон — Торонто, 1966. — 363 с.
- Донцов Д. Наша доба і література. — Львів, 1936.
- Донцов Д. Незримі скрижалі Кобзаря. — Торонто: Гомін України, 1961. — 230 с.
- Донцов Д. Поетка вогняних меж. Олена Теліга. — Торонто, 1953. — 93 с.
- Донцов Д. Твори / Д. Донцов. — Т. 1. Геополітичні та ідеологічні праці. — Львів: Кальварія, 2001—488 с.
- Донцов Д. Хрестом і мечем. Твори. — Торонто — Нью-Йорк — Лондон, 1967. — 319 с.
- Донцов Д. В обороні української цивілізації. / Донцов Д.Вибрані твори [Архівовано 6 травня 2020 у Wayback Machine.]
- Донцов Д. Українське провансальство. [Архівовано 15 січня 2021 у Wayback Machine.]
- Донцов Д. Підстави нашої політики / др. Дмитро Донцов. — Відень: Вид-во Донцових, 1921. — 210 с. [Архівовано 19 вересня 2020 у Wayback Machine.]
- Донцов Дм. З приводу одної єреси / Дм. Донцов. — Київ: Друк. 2-ї Артілі, 1914. — 59 с. [Архівовано 4 серпня 2020 у Wayback Machine.]
- Донцов Д. Сучасне політичне положення нації і наші завдання: (реф. виголошений на II Всеукр. студент. з'їзді в липні 1913 p. у Львові) / Дмитро Донцов ; «Молода Україна» Вид-во Укр. студент. союза. — Львів: Накладом т-ва, 1913. — 31 с. [Архівовано 4 серпня 2020 у Wayback Machine.]
- Донцов Д. Політика принципіальна і опортуністична / д-р Дмитро Донцов. — Львів: Друк. А. Ґольдмана, 1928. — 56 с. — (Національно-політична бібліотека ; вип. 2). [Архівовано 4 серпня 2020 у Wayback Machine.]
- Донцов Д. Мазепа й мазепинство / д-р Дмитро Донцов. — Черкаси ; Київ: Вид. т-во «Сіяч», 1918. — 33 с. [Архівовано 4 серпня 2020 у Wayback Machine.]
- Донцов Д. Націоналізм / Дмитро Донцов. — Львів: Нове життя, 1926. — 255, IX с. — (Видання Української накладні «Нове життя» ; число 3). [Архівовано 4 серпня 2020 у Wayback Machine.]
- Донцов Дм. Де шукати наших історичних традицій / Дм. Донцов. — 2-ге вид. — Львів: Укр. вид-во, 1941. — 112 с. [Архівовано 4 серпня 2020 у Wayback Machine.]
- Донцов Д. Поетка українського рісорджімента (Леся Українка) / Дмитро Донцов. — Львів: Донцови: З друк. Наук. т-ва ім. Шевченка, 1922. — 35 с. [Архівовано 19 вересня 2020 у Wayback Machine.]
- Донцов Д. Школа а релїгія: (реф., виголошений на з'їзді Укр. акад. молодіжи у Львові в липні 1909 р.) / Дм. Донцов. — У Львові: Накладом Укр. Студ. Союза, 1910. — 36 с. — (Виданє Українського Студентського Союза). [Архівовано 22 жовтня 2020 у Wayback Machine.]